# Ernst Falkner
Ernst Falkner (24 de fevereiro de 1909 – 27 de outubro de 1950) foi um político alemão do Partido da Baviera (BP) e ex-membro do Bundestag alemão.

## Vida
Falkner foi membro do Bundestag alemão desde a primeira eleição federal em 1949 até à sua morte em 1950.

## Literatura
Herbst, Ludolf; Jahn, Bruno (2002).  Vierhaus, ed. Biographisches Handbuch der Mitglieder des Deutschen Bundestages. 1949–2002 (em alemão). München: De Gruyter - De Gruyter Saur. 1715 páginas. ISBN 978-3-11-184511-1